# Le Monde de Narnia : Le Lion, la Sorcière blanche et l'Armoire magique (jeu vidéo)
Pour le film voir, voir Le Monde de Narnia : Le Lion, la Sorcière blanche et l'Armoire magique.
Le Monde de Narnia : Le Lion, la Sorcière blanche et l'Armoire magique est jeu vidéo d'action-aventure sorti en 2005 sur Game Boy Advance, GameCube, Nintendo DS, PC, PlayStation 2 et Xbox. Il a été développé par Traveller's Tales et édité par Buena Vista Games. Les versions sur consoles portables ont été développées par Griptonite Games. 
Le jeu est basé sur le film du même nom, lui-même adapté du roman éponyme.

## Système de jeu
L'objectif du jeu est de guider les quatre enfants Pevensie - Peter, Susan, Edmund et Lucy - à travers le pays enchanté et hivernal de Narnia alors qu'ils se battent pour mettre fin au règne de la méchante sorcière blanche avec l'aide d'Aslan, le lion parlant et véritable roi de Narnia. Divisé en quinze niveaux, le jeu suit un style de gameplay linéaire et utilise divers éléments de jeu : furtivité, combat, résolution d'énigmes et stratégie. Alors que les deux premiers niveaux se déroulent dans l'Angleterre des années 1940, le troisième présente Narnia comme le cadre. Des extraits du film  apparaissent au début et à la fin de chaque niveau. Le jeu arbore à la fois des modes solo et coopératif. 4 joueurs peuvent jouer à la fois, mais il peut y avoir jusqu'à quatre personnages jouables à basculer entre dans chaque niveau.
En cours de route, les enfants rencontreront et combattront diverses créatures hostiles au service de la sorcière blanche. Le plus puissant physiquement du groupe, Peter, brandit une épée, et Susan peut utiliser le tir à l'arc et attaquer avec des armes à distance, telles que des boules de neige. Edmund porte une torche et peut grimper, tandis que Lucy peut apprivoiser et chevaucher divers animaux. Le joueur peut alterner entre les personnages à tout moment, en profitant des mouvements et des caractéristiques spéciaux de chaque personnage. Chaque enfant possède neuf "coups de pouvoir" spéciaux ; Lucy peut guérir d'autres personnages, par exemple. De plus, les personnages peuvent faire équipe les uns avec les autres pour produire divers mouvements combinés. Par exemple, Peter balancera Edmund en cercle, tandis qu'Edmund donne des coups de pied à tout ce qui se trouve sur son chemin.
Le joueur peut également collecter des pièces, qui peuvent être échangées contre des mouvements spéciaux et des améliorations de personnage, telles qu'une augmentation de la santé. Le joueur peut également marquer des statues de héros pétrifiés pour qu'Aslan les restaure ; cela affecte directement la quantité de renforts que le joueur aura dans la bataille finale contre la sorcière blanche. D'autres objets bonus peuvent être trouvés et collectés tout au long du jeu.

## Accueil
Le jeu a reçu des critiques mitigées à positives. Le style de combat légèrement différent a été à la fois loué et critiqué.
Le gameplay de style équipe a également reçu un accueil mitigé. Les critiques appellent l'IA utilisée pour contrôler les autres enfants "morte", se plaignant qu'ils n'aident pas beaucoup au milieu de la bataille. L'authenticité du jeu, qu'il utilise des voix, des arrière-plans et de la musique du film, a été bien examinée.
Sydney Morning Herald lui a donné un score de trois étoiles sur cinq et l'a qualifié de "début décent pour ce qui sera inévitablement une série de jeux".
Jeuxvideo.com lui attribue une note de test 11/20 sur PlayStation 2.
Le jeu s'est vendu plus de 2 millions d'exemplaires.